# Педро Касадо
Педро Касадо (ісп. Pedro Casado, 20 листопада 1937, Мадрид — 10 січня 2021, Мадрид) — іспанський футболіст, що грав на позиції захисника. Найбільш відомий за виступами в складі мадридського «Реала», у складі якого він став шестиразовим чемпіоном Іспанії, володарем Кубка Іспанії, дворазовим володарем Кубка чемпіонів УЄФА, та володарем Міжконтинентального кубка. Виступав також у складі національної збірної Іспанії..

## Клубна кар'єра
Педро Касадо народився в Мадриді, та розпочав виступи на футбольних полях у 1956 році у складі команди «Реал Мадрид», проте не відразу став гравцем основного складу, і після проведених лише 3 матчах чемпіонату за сезон футболіста перевели до резервної команди клубу «Плюс Ультра», де Касадо грав до 1960 року. У 1960 році футболіст повернувся до головної команди клубу, та став цього разу гравцем основи. У складі мадридської команди Касадо грав до 1966 року, та загалом став у його складі шестиразовим чемпіоном Іспанії, володарем Кубка Іспанії, дворазовим володарем Кубка чемпіонів УЄФА, та володарем Міжконтинентального кубка.
У 1966 році Касадо перейшов до клубу «Сабадель», у якому грав до 1968 року. Завершив ігрову кар'єру футболіст у команді «Толука Сантандер», за яку виступав протягом 1969—1971 років.

## Виступи за збірну
У 1961 році Педро Касадо провів свій єдиний матч у складі національної збірної Іспанії.
Помер колишній футболіст 10 січня 2021 року на 84-му році життя у Мадриді.

## Титули і досягнення
- Чемпіон Іспанії (6):

«Реал Мадрид»: 1956–1957; 1960–1961; 1961–1962; 1962–1963; 1963–1964; 1964–1965
- Володар Кубка Іспанії (1):

«Реал Мадрид»: 1961–1962
- Володар Кубка чемпіонів УЄФА (2):

«Реал Мадрид»: 1956–1957, 1965–1966
- Володар Міжконтинентального кубка (1):

«Реал Мадрид»: 1960